# 內斯冰川
70°22′S 67°55′W / 70.367°S 67.917°W
內斯冰川（英語：Naess Glacier）是南極洲的冰川，位於帕爾默地西岸，最終注入喬治六世海峽，在1936年由英國探險隊測量，現時由南極條約體系管理。